# Kudoa cascasia
Kudoa cascasia is een microscopische parasiet uit de familie Kudoidae. Kudoa cascasia werd in 1996 beschreven door Sarkar & Chaudry. 